# تحلیل‌گر کیفیت نرم‌افزار
تحلیل‌گر کیفیت نرم‌افزار مسئول اعمال اصول و شیوه‌های تضمین کیفیت نرم‌افزار در سراسر چرخه عمر توسعه نرم‌افزار است. نقش تحلیلگر کیفیت نرم‌افزار اغلب با نقش نرم‌افزار تست اشتباه گرفته می‌شود.اکثر شرکت‌های نرم‌افزاری تعیین تست نرم‌افزار را به عنوان تضمین کننده کیفیت نرم‌افزار میبینند در حالیکه این نقش‌ها متفاوت هستند.
نرم‌افزار تست محصول گرا تضمین کیفیت نرم‌افزار فرایندگرا است.نقش در تضمین کیفیت نرم‌افزار به عنوان مهندسی نرم‌افزار تضمین کیفیت/کیفیت نرم‌افزار تحلیلگر/مشاور فرایند تعیین شده‌است. برخی از وظایف تحلیلگران کیفیت نرم‌افزار عبارتند از:
- شرکت در جلسات بررسی مدیریت کیفیت.
- تایید اسناد QMS برای مدیر QA که نویسنده اصلی است.
- انجام ممیزی داخلی کیفیت.
- برنامه و انجام ممیزی‌های کیفیت از پیمانکاران فرعی.
- حفظ و به روز رسانی پایگاه داده آموزش و ممیزی به ارائه گزارش‌ها.
- شناسایی مشکلات یا نقص در محصولات و سیستم مدیریت کیفیت است.
- حل مشکلات مسائل پیاده‌سازی QMS